# Helene Wachsmuth
Helene Wachsmuth (ur. 21 września 1844 w Halenbeck, zm. 2 stycznia 1931 w Sürth) – niemiecka pisarka.

## Życiorys
Wywodziła się z rodziny ziemiańskiej i była córką właściciela majątku rolnego, Schrödera. Wyszła za mąż za berlińskiego lekarza, Georga Friedricha Wachsmutha (1865), a gdy on zmarł zamieszkała u swojego syna, psychiatry, Hansa we Frankfurcie nad Menem (1904). Oboje przenieśli się w 1910 do miejscowości Eichberg. Tworzyła m.in. powieści w nurcie Ostmarkenliteratur. 

## Dzieła
Wybrane utwory:
- Die Missionbraut, 1891, powieść,
- Fatum Poloniae, 1909–1912, powieść trzytomowa,
- Thopphile Sobieska, 1909, opowiadanie,
- Johann Sobieski. Der Kronfeldherr, 1920, powieść[1].